# Glaciologia

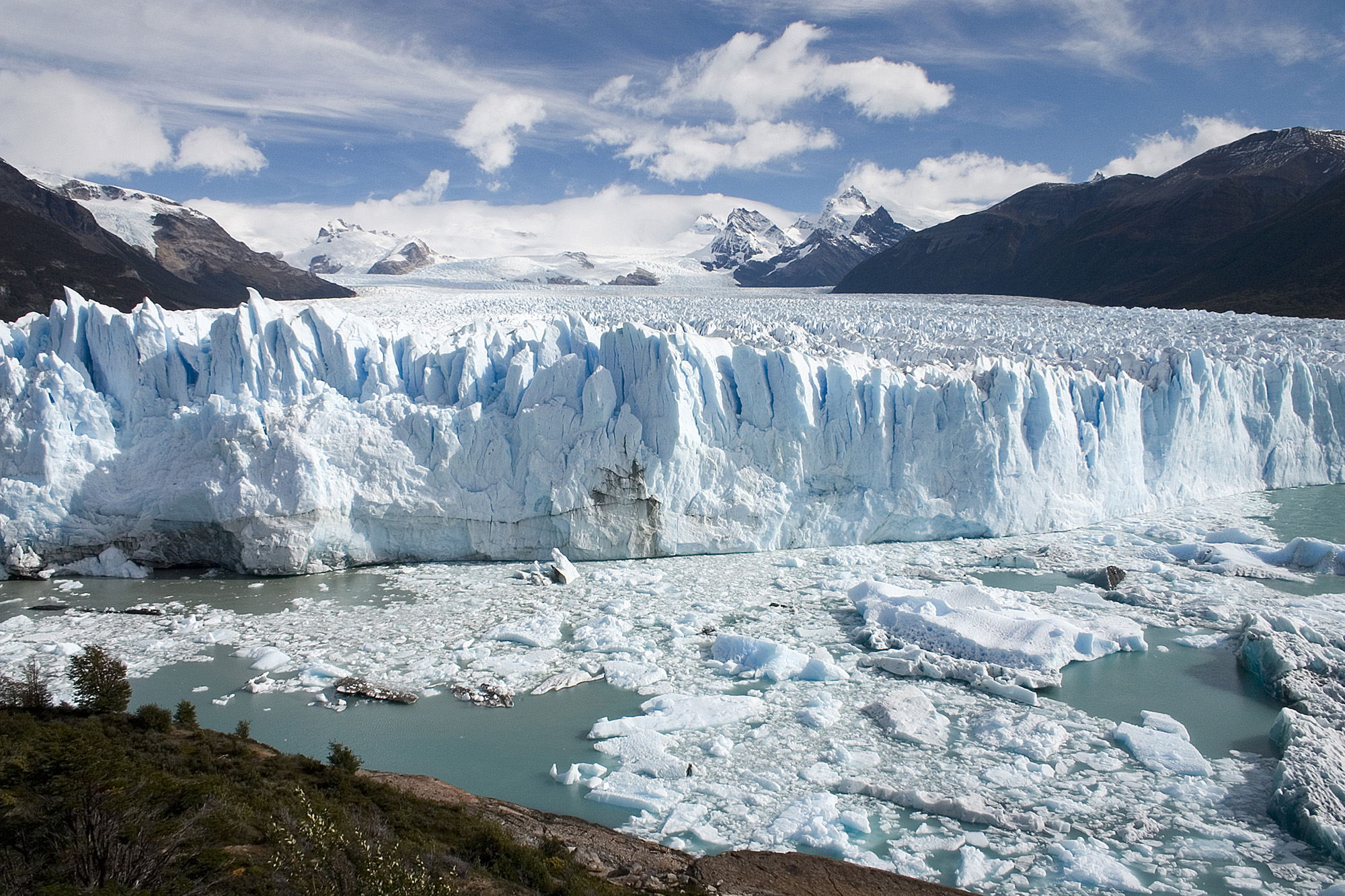
Glaciar Perito Moreno, província de Santa Cruz, na Patagônia Argentina, dentro do Parque Nacional Los Glaciares

A glaciologia é o estudo das geleiras(português brasileiro) ou glaciares(português europeu), ou, mais geralmente, o estudo do gelo, sua composição (que pode retratar a composição atmosférica passada ou atual) e seus fenômenos naturais relacionados.
É uma ciência da Terra, e também forma uma parte da geografia física.  
Áreas de estudo dentro de glaciologia incluem história glacial e a reconstrução de padrões de glaciação passados, efeito das geleiras sobre o clima e vice-versa, a dinâmica de movimento de gelo, as contribuições das geleiras para a erosão e geomorfologia, formas de vida que vivem no gelo, entre outros.   
Há duas categorias gerais de glaciação que os glaciólogos distinguem: glaciação alpina, acumulações ou "rios de gelo" confinados a vales; e glaciação continental, acumulações não confinadas que uma vez cobriram grande parte da superfície dos continentes do hemisfério norte, e ainda hoje constituem os mantos de gelo da Groenlândia (1,7 milhões de quilômetros quadrados) e da Antártica (13,6 milhões de quilômetros quadrados).
A Sociedade Glaciológica Internacional, fundada em 1936, estimula pesquisas científicas em glaciologia em todos os países.
O Centro Polar e Climático da Universidade Federal do Rio Grande do Sul (UFRGS), em Porto Alegre, Brasil, é a principal instituição de investigação glaciológica de língua portuguesa.[carece de fontes?]